# Vajíčkový salát

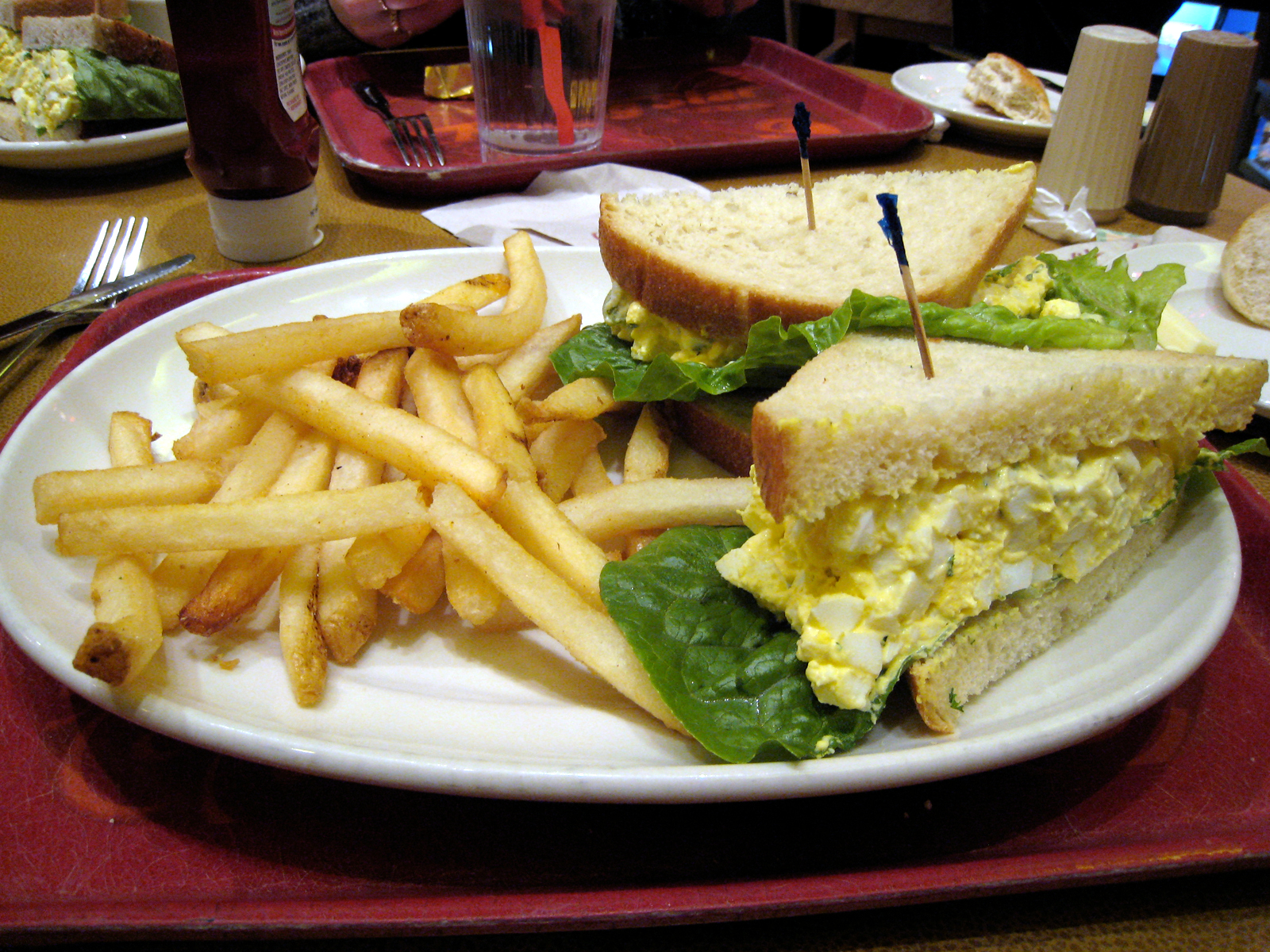
Sendvič s vajíčkovým salátem s hranolky

Vajíčkový salát, také vaječný salát, je pokrm sestávající z nakrájených vajec vařených natvrdo nebo z míchaných vajec. Dále do pokrmu patří hořčice, majonéza a zelenina (například celer). Tyto ingredience jsou smíchány s kořením ve formě bylinek, koření a dalších přísad. Tento salát se podobá kuřecímu, šunkovému, makaronovému, tuňákovému, stejně jako humřímu nebo krabímu salátu.
Typický vaječný salát sestává z nakrájených vajec uvařených natvrdo, majonézy, hořčice, mletého celeru a cibule, soli, černého pepře a mleté papriky. Běžně se používá jako náplň do vaječných sendvičů. Často se také používá jako zálivka na zeleninový salát.

## Varianty
Vaječný salát lze kreativně připravit s libovolným počtem dalších studených ingrediencí, jako je slanina, paprika, kapary, sýr, okurka, cibule, hlávkový salát, kyselá okurka a kečup. Oblíbenou variantou tohoto salátu v Rusku a v dalších bývalých sovětských republikách je salát Olivier.
V židovské kuchyni se vyrábí ze schmaltzu, cibule a někdy gribenů. Může být podáván s challah jako součást prvního chodu během šabatové večeře nebo s macesem. Až do 80. let 20. století se v Maďarsku tomuto pokrmu také říkalo „židovské vejce“.